# Dziewczyna z Yde

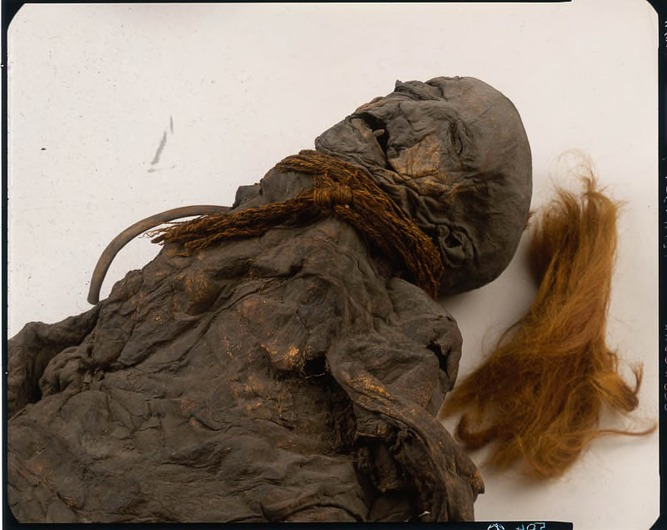
Dziewczyna z Yde

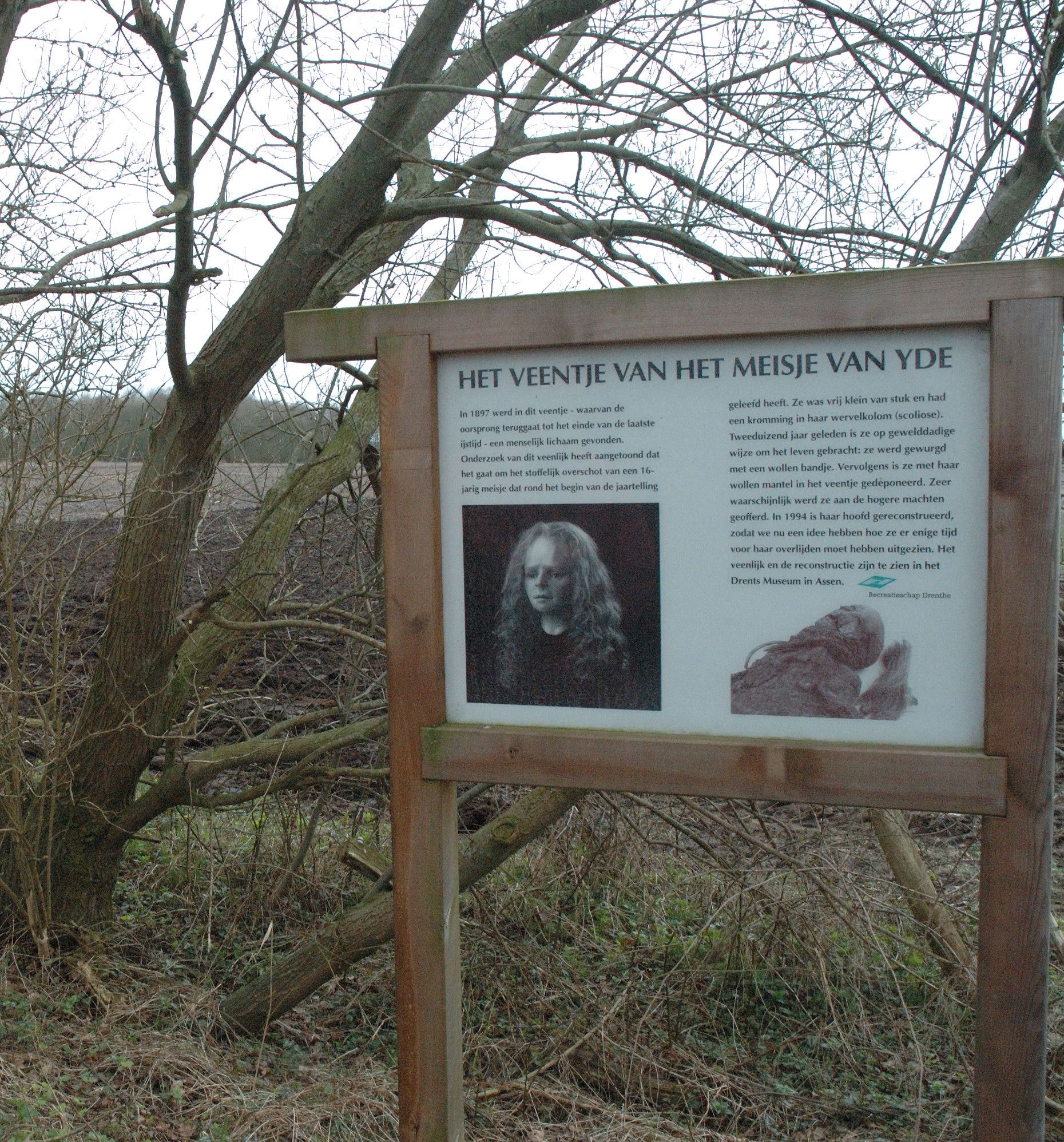
Tablica informacyjna w miejscu znalezienia mumii

Dziewczyna z Yde – mumia bagienna, odnaleziona 12 maja 1897 roku, w bagnach nieopodal niewielkiej miejscowości Yde w Holandii.
Badania 14C (izotopem węgla radioaktywnego) wykazały, że dziewczyna zamordowana została pomiędzy rokiem 54 p.n.e. a 128 n.e., a w chwili śmierci miała około szesnastu lat. Na jej szyi zachował się sznur, którym prawdopodobnie została uduszona, zanim oprawca wrzucił jej ciało do bagien. Ponadto jedna strona jej głowy została przed śmiercią ogolona (podobnie jak w przypadku „Dziewczyny z Windeby”).
Badania rentgenowskie mumii wykazały, iż dziewczynka cierpiała na poważną skoliozę, co sugeruje jedną z przyczyn złożenia jej w ofierze rytualnej (analogicznie jak w przypadku mumii sześcioletniego chłopca, odkrytej w bagnach w 1922 roku). Składanie rytualnych ofiar było popularną, kilkusetletnią praktyką wśród plemion pragermańskich (największą liczbę tzw. „torfowych mumii” odnaleziono na terenach bagien Europy Środkowej). Wygląd Yde Girl został zrekonstruowany przez profesora Richarda Neave’a z University of Manchester metodą rekonstrukcji plastycznej Gierasimowa. Obecnie mumia znajduje się w Drents Museum w Assen w Holandii.
Wiek dziewczynki ustalono za pomocą tomografii komputerowej, która wykazała, że jej zęby mądrości były wykształcone, ale nie wyrosły. Badanie wykazało również, że miała około 140 cm wzrostu. Naukowcy ustalili, że skrzywienie kręgosłupa, które powodowało obciążenie jednej strony ciała nie miało żadnego wpływu na jej śmierć.
53°05′49″N 6°35′06″E/53,096944 6,585000